# Anders Bergman (präst och politiker)
Anders Bergman, född 2 mars 1807 i Södra Björke församling, Älvsborgs län, död 21 januari 1884 i Dala församling, Skaraborgs län, var en svensk präst och politiker. Han var kyrkoherde i Dala, Borgunda och Högstena församlingar och var en av ledamöterna i prästeståndet för Skara stift vid ståndsriksdagen 1865–1866.